# 国务院侨务办公室
国务院侨务办公室，简称国务院侨办或国侨办，是中共中央统一战线工作部对外加挂的牌子，為中央统战部统一领导海外统战工作，管理侨务行政事务，负责拟订侨务工作政策和规划的機構。

## 机构沿革
1949年10月22日，中央人民政府委员会根据《中华人民共和国政府组织法》第8条规定，设立中央人民政府华侨事务委员会。由政务院直接领导，何香凝为主任委员。1954年，改称中华人民共和国华侨事务委员会，简称中侨委。文化大革命期间的1969年，中侨委被撤消，侨务工作归属外交部。设立的中侨委留守处，由外交部代管，直到1978年1月，成立國務院僑務辦公室。
2018年机构改革前，国务院侨务办公室的机构设置是：机关内设机构包括秘书行政司、国外司、文化司、宣传司 、政策法规司、国内司、经济科技司、机关党委（人事司）；
直属事业单位包括北京华文学院、《华声报》（电子版）社、暨南大学、华侨大学、中国新闻社。
2018年3月21日，中共中央印发了《深化党和国家机构改革方案》，中央统战部合併並保留国务院侨务办公室的牌子，不再保留单设的国务院侨务办公室。国务院侨务办公室海外华人华侨社团联谊等职责划归中国侨联行使。

## 职责权限

### 主要职能
国务院侨务办公室的主要职能是：
1. 统一领导海外统战工作
2. 管理侨务行政事务
3. 负责拟订侨务工作政策和规划
4. 调查研究国内外侨情和侨务工作情况
5. 统筹协调有关部门和社会团体涉侨工作
6. 联系香港、澳门和海外有关社团及代表人士
7. 指导推动涉侨宣传、文化交流和华文教育工作

## 机构设置
机构改革后，中央统战部对外保留国务院侨务办公室牌子。中央统战部在侨务工作方面设置下列机构：
- 侨务综合局（九局）
- 侨务事务局（十局）

## 历任主任
中央人民政府华侨事务委员会主任
1. 何香凝（1949年－1954年）

中华人民共和国华侨事务委员会主任
1. 何香凝（1954年－1959年）
2. 廖承志（1959年－1975年）

國務院僑務辦公室主任
1. 廖承志（1978年－1983年）
2. 廖　晖（1984年－1997年8月）
3. 郭东坡（1997年8月－2003年1月）
4. 陈玉杰（2003年1月－2007年4月）
5. 李海峰（2007年4月－2013年3月）
6. 裘援平（2013年3月－2018年3月）
7. 许又声（2018年3月－2020年10月，中共中央统战部副部长兼）
8. 潘　岳（2020年10月－2022年6月，中共中央统战部副部长兼）
9. 陈　旭（2022年6月－，中共中央统战部副部长兼）